# Mike Petke
Pour les articles homonymes, voir Petke.
 (novembre 2012).
Si vous disposez d'ouvrages ou d'articles de référence ou si vous connaissez des sites web de qualité traitant du thème abordé ici, merci de compléter l'article en donnant les références utiles à sa vérifiabilité et en les liant à la section « Notes et références ».
Mike Petke est un joueur puis entraîneur américain de soccer né le 30 janvier 1976 à Bohemia, dans l'État de New York. Entre 1998 et 2010, il évolue aux MetroStars, à D.C. United, aux Rapids du Colorado avant de retourner à New York, aux Red Bulls de New York.

## Biographie
Après deux saisons en tant qu'entraineur-adjoint auprès de Hans Backe aux Red Bulls de New York, il devient officiellement entraineur-chef de la franchise du New Jersey entre le 25 janvier 2013 et le 7 janvier 2015 avant d'occuper le même poste au Real Salt Lake entre 2017 et 2019. À l'été 2019, il est au cœur d'une controverse lorsqu'il est suspendu puis congédié le 11 août pour des propos injurieux et violents envers les arbitres au cours d'une rencontre.